# 창조된 종류
창조된 종류(Created kind)는 하나님이 창조하신 그대로의 생명체의 원형을 가리키기 위해 창조과학계에서 사용하는 용어이다. 종류(kinds), 원시 종류(original kinds), 창세기 종류(genesis kinds), 바라민(바라민-baramin은 히브리어 bará를 결합하여 만든 신조어)라고 불리기도 한다.
이 이론은 창세기의 창조와 창세기의 홍수가 문자 그대로 진실이라는 믿음을 뒷받침하기 위해 젊은 지구 창조론자들과 성경 문자주의자들이 주장한 것이다. 그들은 지구상의 모든 육상 생물의 조상이 노아의 방주에 거주했다고 주장한다. 오래된 지구 창조론자들도 이 개념을 사용하여 보편적 공통조상 이론을 거부하지만, 지난 1만 년 동안의 전 세계적인 홍수나 6일 간의 창조에 대한 문자적인 해석을 반드시 받아들이지는 않는다. 두 창조론자들 모두 성경이 창조한 종류 내에서 일부 낮은 수준의 소진화적 변화가 일어난다는 것을 인정한다.
창조론자들은 지구상의 모든 생물이 계통적으로 연관되어 있는 것은 아니며, 살아있는 유기체는 이종교배를 방지하기 위해 유전적 경계를 지닌 유한한 수의 별개의 형태로 하나님에 의해 창조되었다고 믿는다. 이 관점은 창조된 종류나 바라민이 계통적으로 분리되어 있고 상호 교배가 불가능하며 서로 진화적(즉, 더 높은 수준의 대진화적) 관계가 없다고 주장한다.

## 정의
종류라는 개념은 창세기 1:12-24을 문자적으로 읽은 데서 유래한다.
And God said, let the earth bring forth grass, the herb yielding seed, and the fruit tree yielding fruit after his kind [...] And God created great whales and every living creature that moveth, which the waters brought forth abundantly after their kind, and every winged fowl after his kind [...] And God said, let the earth bring forth the living creature after his kind, cattle and creeping thing, and beast of the earth after his kind, and it was so.— Genesis 1:12–24, King James Version

성경에서 "종류"에 대해 말할 때 정확히 무엇을 의미하는지에 대해서는 약간의 불확실성이 있다. 
창조론자 브라이언 넬슨(Brian Nelson)은 "성경은 창조 시대 이후로 새로운 변종들이 생겨났을 수 있다는 것을 허용하지만, 어떤 새로운 종이 생겨났다는 사실은 부인한다"고 주장했다. 그러나 또 다른 창조론 작가인 러셀 믹스터(Russell Mixter)는 ""종류"가 종을 의미한다고 주장해서는 안 된다. 성경에서 사용된 "종류"라는 단어는 어떤 방식으로든 다른 동물과 구별될 수 있는 모든 동물에 적용될 수 있다. 다른 그룹과 구별되는 대규모 종 그룹에 적용될 수 있다. 창세기의 "종류"라는 단어에 대해서는 의견 차이가 있을 여지가 많다."고 말했다.
프랭크 루이스 마쉬(Frank Lewis Marsh)는 그의 저서 Fundamental Biology(1941)에서 바라민(baramin)이라는 용어를 만들었고 이 개념을 진화, 창조, 과학 등의 분야에서 확장시켰다( 1944경), 그는 '생식 가능한 자손을 생성하는 능력'이 동일한 바라민의 구성원이 되기 위한 충분조건이라고 밝혔다. 그러나 그는 초파리 간에서 관찰된 종 분화 현상이 교배를 차단하는 것으로 나타났음을 인정하면서 이것이 필수 조건은 아니라고 말했다.
마쉬(Marsh)는 또한 "불연속 체계론(discontinuity systematics)", 즉 서로 다른 동물들 사이에는 넘을 수 없는 경계가 있으며 그 결과 생명의 역사에 불연속이 있고 공통 조상이 제한된다는 이론을 창안했다.

## 바라민론(Baraminology)
1990년에 커트 와이즈(Kurt Wise)는 마쉬(Marsh)와 월터 레마인(Walter ReMine)의 아이디어를 적용하여 젊은 지구 창조론에 더 부합하는 바라민론(baraminology)를 도입했다. 와이즈는 체계적인 데이터의 원천으로 성경을 사용하는 것을 옹호했다. 바라민론과 관련 개념은 공식적인 구조가 부족하다는 이유로 과학자와 창조론자들로부터 비판을 받았다. 결과적으로, 2003년에 와이즈(Wise)와 다른 창조론자들은 더 넓은 창조론적 생물학 모델을 개발하기 위해 세련된 바라민 개념을 제안했다. 2006년 바라민학자들의 작업을 검토한 Alan Gishlick은 그것이 놀랍도록 엄격하고 내부적으로 일관성이 있다는 것을 발견했지만 그 방법은 효과가 없다고 결론지었다.
레마인은 홀로바라민(holobaramins), 모노바라민(monobaramins), 아포바라민(apobaramins), 폴리바라민(polybaramins)의 네 가지 그룹을 지정했다. 이것들은 각각 같은 종류(kind, baramin)를 묶은 것이다. 또한 이는 분지학에서 사용되는 단계통군(holophyly, monophyly), 측계통군(paraphyly), 다계통군(polyphyly)의 개념에 해당한다.

### 방법
바라민론은 ANOPA(분지학 및 패턴 분석)를 포함하여 진화 체계학에서 사용되는 것과 동일한 방법을 많이 사용한다. 그러나 공유된 유사성을 기반으로 유기체 그룹 간의 연속성을 식별하는 대신, 바라민론은 이러한 방법을 사용하여 그룹 간의 형태적, 유전적 차이를 검색한다. 바라민론자는 또한 그룹 간의 유전학적 거리를 측정하기 위해 'BDIST'라는 자체 창조론 체계 소프트웨어를 개발했다.

### 비판
바라민론의 방법은 젊은 지구 창조론자들 사이에서 보편적으로 받아들여지지 않는다. 다른 창조론자들은 이러한 방법이 전통적인 분지론과 동일한 문제를 갖고 있으며 때때로 성경과 모순된다고 생각하는 결과를 낳는다고 비판해 왔다.
바라민론은 엄격한 테스트가 부족하고 연구 후 원하는 결과에 더 잘 맞는 데이터를 거부한다는 점에서 큰 비판을 받아 왔다. 일반 공통 조상을 부정함으로써 생물학에서 발견한 증거와도 충돌하는 일관성 없는 결과를 생성하는 경향이 있다. 창조된 종류는 담배 산업이 옹호했던 방식과 유사하게 선입견을 뒷받침하는 인공적인 유사과학적 "증거"를 생성하기 위한 "대체 연구"의 다른 시도와 비교되었다. 미국국립과학원(National Academy of Sciences)과 기타 수많은 과학 및 학술 단체에서는 창조과학을 사이비 과학으로 인정하고 있다.
심지어 바라민론에서 사용되는 일부 기술은 진화를 입증하는 데 사용되어 바라민론적 결론에 의문을 제기한다.

## 같이 보기
- 창조과학
- 선아담인류론